# Annamaria Cancellieri
Pour les articles homonymes, voir Cancellieri.
Annamaria Cancellieri, née le 22 octobre 1943 à Rome, est une préfète et femme politique italienne, ministre de l'Intérieur entre 2011 et 2013 puis ministre de la Justice de 2013 à 2014.

## Biographie

### Formation et débuts professionnels
Titulaire d'une laurea de sciences politiques, obtenue à l'université La Sapienza de Rome, elle commence sa vie professionnelle comme diplomate, puis rejoint la présidence du Conseil des ministres.

### Carrière dans l'administration publique
En 1972, elle intègre l'administration du ministère de l'Intérieur. Elle travaille d'abord comme chef du bureau de presse de la préfecture de la province de Milan, puis est nommée responsable du programme « Efficienza », qui prévoit l'introduction de l'informatique dans l'organisation de l'administration publique.
Elle est nommée préfète le 1er septembre 1993 et devient, un an plus tard, commissaire extraordinaire de la ville de Parme. Par la suite, elle dirige les préfectures de la province de Vicence, de Bergame, de Brescia, de Catane et de Gênes.
Elle abandonne l'administration du ministère de l'Intérieur en 2009, devenant présidente du comité pour la gestion des déchets de la Sicile, puis commissaire du théâtre Massimo Vincenzo Bellini, par nomination du président de la Région, Raffaele Lombardo.
Le 17 février 2010, elle est désignée commissaire préfectoral de Bologne, et démissionne en septembre suivant de ces fonctions au théâtre de Catane. Relevée de ce poste avec l'élection d'un maire, le 24 mai 2011, elle est nommée vice-présidente de l'entreprise de mobilité et de transport de Gênes (AMT Genova) le 16 juin suivant. Elle cumule ces responsabilités avec celles de commissaire préfectoral de Parme à compter du 20 octobre.

### Parcours politique

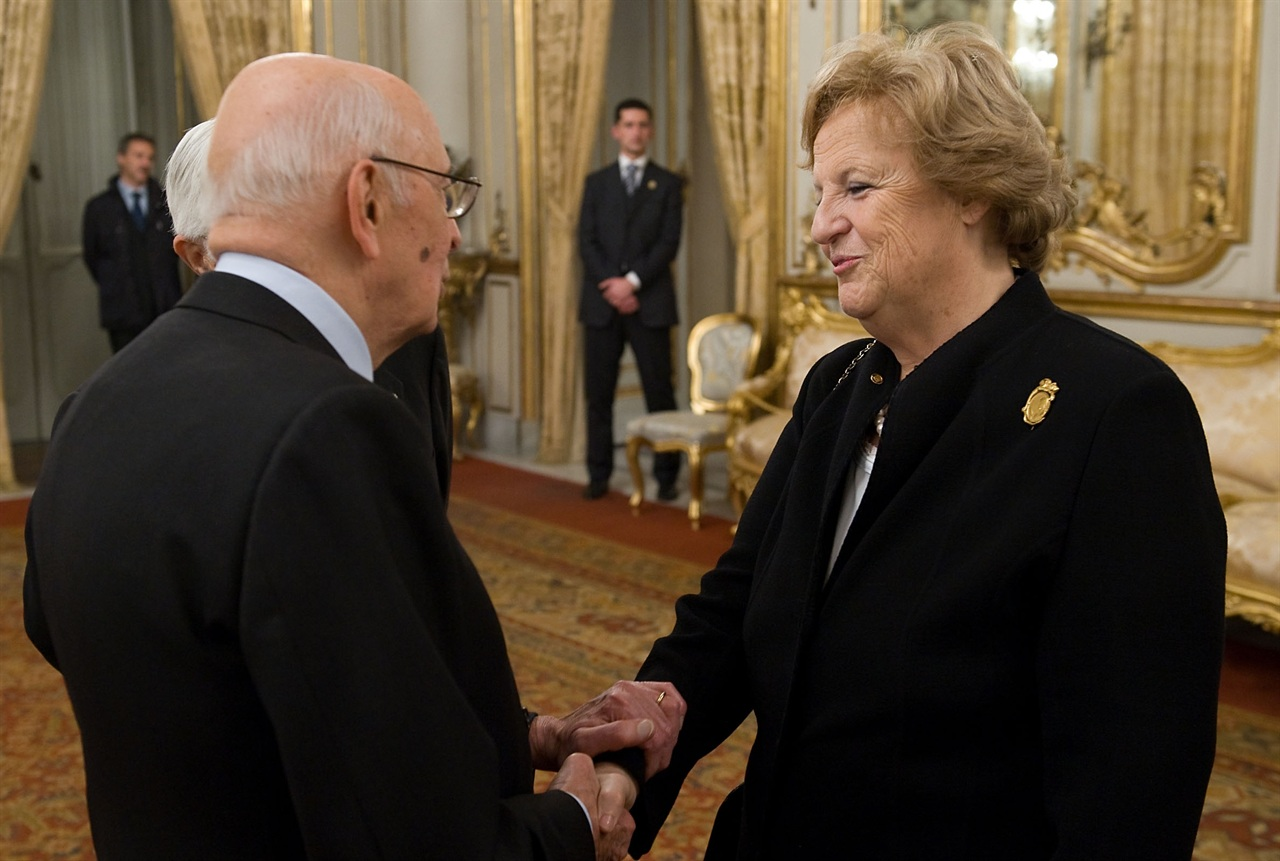
Le président Giorgio Napolitano et Annamaria Cancellieri au Quirinal, le 16 novembre 2011.

Annamaria Cancellieri devient ministre de l'Intérieur le 16 novembre suivant, dans le gouvernement technique de Mario Monti. Elle renonce alors à toutes ses autres fonctions. Elle est la seconde femme, après Rosa Iervolino, à diriger ce ministère.
Au cours de l'élection présidentielle d'avril 2013, elle est choisie par le Choix citoyen (SC), le parti de Monti, comme candidate pour le quatrième tour de scrutin. Avec 78 voix sur 732, elle termine troisième, n'est pas élue mais recueille tout de même sept voix de plus que ce dont disposent les centristes au collège électoral.
Le 27 avril 2013, Annamaria Cancellieri est nommée ministre de la Justice dans le gouvernement d'union nationale dirigé par le démocrate Enrico Letta. Là encore, elle est la deuxième femme à occuper cette fonction, succédant à Paola Severino. C'est alors la première fois qu'une femme enchaîne deux ministères régaliens.